# ケン・スミス
ケン・スミスは （Ken Smith 1953年- ）は、ランドスケープアーキテクト。
ハーバード大学デザイン大学院客員教授（デザイン評論、1997年から現在）
ニューヨーク・シティカレッジ客員教授（1992年から1996年まで）。
アイオワ州で育ち、アイオワ州立大学に出席し、1976年に学士号ランドスケープで卒業。
卒業後、彼は彫刻家ポール・シャオのもとで修行し、公園とレクリエーション計画でアイオワ州環境保全委員会のために協働。
その後ハーバード大学デザイン大学院に進学、1986年にランドスケープで修士号を受けた。院修了後、ピーター・ウォーカー・アンド・マーサ・シュワルツオフィスで働いた後、1992年にニューヨークに自身の事務所を開設。ニューヨークの建築リーグとランドスケープの近代的な作品の保存を提唱する会でも活動している。

## 作品
グレートパーク（オレンジ郡カリフォルニアエルトロ海兵隊基地に退役の1,300エーカー（530ヘクタール）の都市公園。ASLA賞受賞）
公園での一日（カリフォルニア州ソノマの庭園の礎・フェスティバルの一環として。壁からのもやし、その人工的な花やシダのカラフルなスプレー）
ウォール・フラワー・インスタレーション（ WallFlowers、クーパー・ヒューイット・トリエンナーレ（Cooper-Hewitt Triennial）2006-2007）
サンタフェRailyard公園（大都会の再開発エリアの一部、オープンフィールド、レール庭園、パフォーマンステラス、ピクニックグローブまで） 
ビルドロビンフッド財団からニューヨーク市の恵まれない地域いくつかのライブラリを設けるプロボノプロジェクト（2003年）、このプロジェクトは、非常に小さな屋外スペースを持っていた小学校のカラフルで機能的な屋外の学習環境を作成しようとしたもの。 
MoMA Roof Garden（2002-2005。日本庭園からインスピレーションを得たとしている）
飲料水処理施設屋上緑化プロジェクト（NYブロンクス区、ゴルフ場のドライビングレンジ、外縁にリング状のクラブハウス、屋上緑化により飲料水のプール蓋、2012年）
この他、ニューヨーク・グローイング・ガーデン、
P.S. 19、
ワールド・トレード・センター・トライアングル・パーク、
Village of Yorkville Park（1992-1994）、
ホテル・エデン（Hotel Eden、2000）、
Four Vertical Gardens（1995-2005）、
40セントラルパークサウス・都市視野の庭
など多数。

## 参考
- Ken Smith: Landscape Architect, Ken Smith,（John Beardsleyが序論) The Monacelli Press (2009) ISBN 978-1580932431.
- Ken Smith Landscape Architects Urban Projects: A Source Book in Landscape Architecture (Sourcebook in Landscape Architecture) , Nina Rappaport, Jane Amidon Princeton Architectural Press; 1版 200 ISBN 978-1568985107.